# Pueblo Nuevo (Baralt)
Pour les articles homonymes, voir Pueblo Nuevo.
Pueblo Nuevo est l'une des six paroisses civiles de la municipalité de Baralt dans l'État de Zulia au Venezuela. Son chef-lieu est Pueblo Nuevo.

## Géographie

### Situation

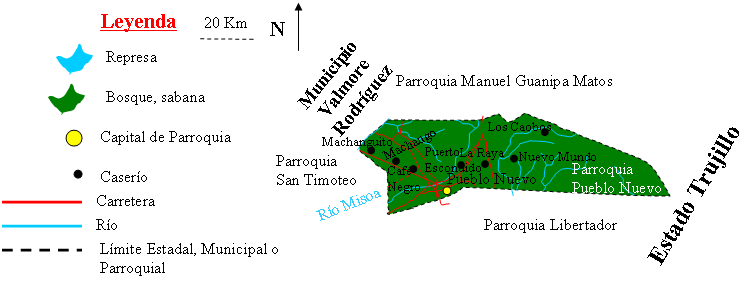
Carte simplifiée de la paroisse civile.

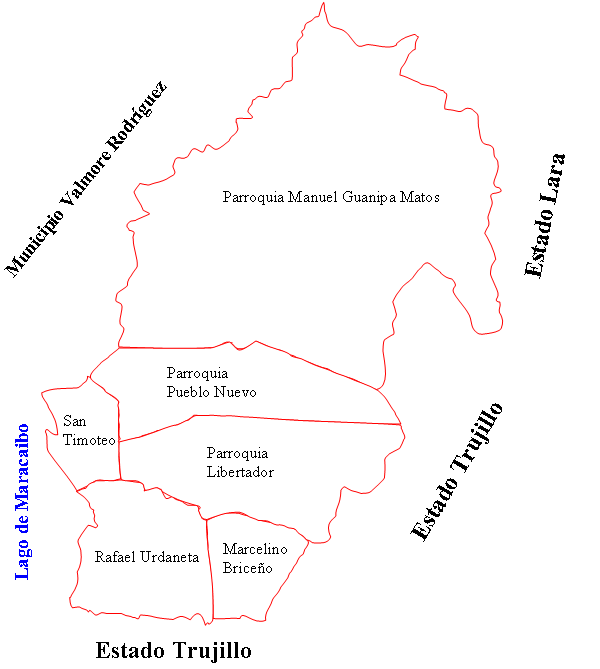
Localisation de la paroisse civile au sein de la municipalité.

La paroisse civile est située au centre la municipalité. Son chef lieu, Pueblo Nuevo, situé en limite méridionale de la circonscription, est une extension septentrionale de Mene Grande, chef-lieu de la paroisse civile voisine de Libertador.

### Urbanisation
Le chef-lieu de la paroisse civile est la localité de Pueblo Nuevo éponyme de la paroisse civile. Les autres localités sont Café Negro, La Raya, Los Caobos, Machanguito, Machango, Nuevo Mundo et Puerto Escondido.